# Paulie Gualtieri
Peter Paul "Paulie Walnuts" Gualtieri, interpretato da Tony Sirico, è stato uno dei personaggi principali della serie televisiva I Soprano dell'emittente statunitense HBO: è un capomandamento della Famiglia DiMeo e uomo di fiducia del boss Tony Soprano. 
È comunemente chiamato Paulie Gualtieri.
Nella pellicola del 2021 I molti santi del New Jersey, prequel ambientato negli anni Sessanta, il personaggio è interpretato da Billy Magnussen.

## Biografia
Paulie Gualtieri entra giovanissimo nell'ambiente criminale interrompendo gli studi. Negli anni '60 diviene un soldato fidato di Johnny Boy Soprano, padre di Tony. In seguito, durante il comando di Tony Soprano, diviene capitano. Paulie si caratterizza per l'egoismo, la mancanza di diplomazia, le corte vedute e la facile irascibilità, ragioni per le quali la sua "carriera" all'interno della Famiglia DiMeo stenta a decollare.
Nell'estate del 2002 viene arrestato per possesso di arma da fuoco, che era stata usata per un omicidio anni prima. Durante il suo periodo in prigione (in cui Chris diviene capitano), Paulie si sente abbandonato dalla sua stessa famiglia, e inizia a passare informazioni ai Lupertazzi, dimostrando così anche una discutibile fedeltà. Snobbato anche dai Lupertazzi, Paulie si riavvicina a Tony. Dopo il secondo attentato al boss, Paulie vorrebbe (così come Vito) diventare il nuovo capo dei DiMeo, ma la reggenza momentanea passa a Silvio. Inoltre Paulie viene a sapere che la sua vera madre è sua zia e infuriato rompe i rapporti con Nucci.
Nell'episodio "Viaggio nel passato" della sesta stagione viene sospettato da Tony di aver informato i Lupertazzi, infatti Tony stava quasi per ucciderlo su una barca, ma alla fine rinuncia. Paulie, dopo il tentativo di Phil di sconfiggere i Soprano, si rifugia assieme agli altri nella loro casa sicura.

## Avvenimenti misteriosi e metafisici legati a Paulie
A parte il protagonista Tony, Paulie è di certo il personaggio della serie che è stato più volte al centro di fenomeni misteriosi, rimasti sostanzialmente inspiegati.
- ep. 22: Incubi d'inferno: quando si risveglia dallo stato di coma dopo l'attentato subito, Chris racconta a Tony e Paulie di aver trovato in purgatorio suo padre Dickie assieme a Brendan Filone e Mikey Palmice e riporta un messaggio da parte dei defunti: "Alle tre". Paulie non si dà pace sulla cosa, convinto che il sogno sia un sorta di avvertimento o di premonizione. Dopo notti insonni e incubi continui, contatta un occultista, ma addirittura le cose peggiorano, perché il medium sente dall'aldilà la voce della prima persona uccisa da Paulie, negli anni sessanta, Charles "Sonny" Pagano oltre a Mikey Palmice.
- ep. 74: Una cicogna in arrivo: malato di cancro alla prostata, Paulie passa una notte d'inferno in attesa dell'esito della biopsia. Si sveglia alle 3 del mattino e si reca al Bada Bing. Qui ha una visione mistica: gli appare infatti la Vergine Maria al centro della pista del locale. Più tardi, si recherà dalla sua madre adottiva Nucci e si riconcilierà con lei in silenzio.
- ep. 80: Viaggio nel passato: il defunto Big Pussy appare in sogno a Paulie. Questi teme che la sua vita sia in pericolo: Pussy appare mentre sta cucinando uova, una caratteristica ricorrente nella serie, legata a morti o sogni premonitori.
- ep. 86: Made in America: Paulie rivela a Tony la visione della Vergine. Per l'intera durata dell'episodio un misterioso e inquietante gatto gira attorno al locale Da Satriale: Paulie ribadisce più volte la sua avversione nei confronti dell'animale, che rimane ore a fissare la fotografia di Christopher, morto da poco, appesa al muro. L'ultima inquadratura di Paulie, in un campo lungo di fronte a Satriale, mostra l'animale che gli si avvicina, subito dopo aver accettato la proposta di Tony, quella di guidare la squadra di Cifaretto (che Paulie reputa "maledetta" perché chi ne ha avuto il comando ha trovato sempre la morte).

## Omicidi commessi da Paulie Gualtieri
Paulie è stato un soldato della Famiglia DiMeo fin dagli anni sessanta: pertanto sono numerosissimi gli omicidi compiuti e di alcuni (quelli antecedenti al 1998) si fa solo riferimento e non sono stati mostrati sullo schermo. 
Quelli principali sono:
- Charles "Sonny" Pagano (anni sessanta);
- Willie Overall, ucciso assieme a Tony, per farlo divenire un "bravo ragazzo" (Settembre 1982);
- Gallegos, uno spacciatore colombiano, ucciso con un colpo in fronte (Febbraio 1999);
- Mikey Palmice, ucciso assieme a Christopher dopo l'attentato ordito da zio Junior a Tony (Aprile 1999);
- Big Pussy Bonpensiero, ucciso assieme a Tony e Silvio dopo aver scoperto che era un informatore dell'FBI (9 Giugno, 2000);
- Minn Matrone, soffocata nella sua abitazione dopo aver scoperto Paulie che le rubava 10.000 dollari da sotto il letto (Marzo 2003);
- Un cameriere di un locale di Atlantic City, ucciso dopo che Christopher gli aveva tirato un sasso sulla nuca provocandogli delle convulsioni, per via di una lite riguardante la mancia non lasciata (Marzo 2004);
- Due colombiani durante una rapina finita in sparatoria nel loro rifugio (Aprile 2006).